# Карпино, Франческо
Франческо Карпино (итал. Francesco Carpino; 18 мая 1905, Палаццоло-Акреиде, королевство Италия — 5 октября 1993, Рим, Италия) — итальянский кардинал и ватиканский куриальный сановник. Титулярный архиепископ Никомедии и коадъютор, с правом наследования, архиепархии Монреале с 11 февраля по 23 августа 1951. Архиепископ Монреале с 23 августа 1951 по 19 января 1961. Титулярный архиепископ Сардики с 19 января 1961 по 26 июня 1967. Асессор и секретарь Священной Консисторской Конгрегации с 19 января 1961 по 7 апреля 1967. Секретарь Священной Коллегии Кардиналов с 25 октября 1961 по 7 апреля 1967. Про-префект Священной Конгрегации дисциплины таинств с 7 апреля по 26 июня 1967. Архиепископ Палермо с 26 июня 1967 по 17 октября 1970. Кардинал-священник с 26 июня 1967, с титулярной диаконией pro illa vice Санта-Мария-Аусилиатриче-ин-виа-Тусколана с 29 июня 1967 по 27 января 1978. Референдарий Священной Конгрегации по делам епископов с 19 октября 1970. Кардинал-епископ Альбано с 27 января 1978.

## Источник
- Информация (англ.)